# Upponyi földvár
Az upponyi földvár mára elpusztult vár az Upponyi-hegységben, Upponytól 1 km-re délkeletre található.

## Elhelyezkedése
A Lázbérci-víztározótól északnyugatra, az Upponyi-szoros déli oldalán fekszik a Vízköz-hegy egyenletesen emelkedő gerincének közepén, egy vízszintes teraszon, 308 méteres tengerszint feletti magasságban. A hegy felépítő kőzete a kristályos mészkő, benne több barlang is található, ezek közül az egyik nagyobb a vár közelében van.

## Története
A várról okleveles adat nem maradt fenn. Építése valószínűleg az Árpád-korban történt, pusztulásának ideje és körülményei sem ismertek. A helyi legenda szerint a várból alagút vezetett a dédesi várba.

## Feltárása
A várban régészeti feltárást nem folytattak. Rövid leírását 1964-ben K. Végh Katalin végezte el. Később Dobosy László végzett bejárást és vázlatos felmérést, majd Nováki Gyula és Sándorfi György mérték fel a várat. A várban három helyen ismeretlen eredetű kutatás nyomai találhatóak, melyek közül az egyik 5 méter hosszú, 1,5 méter széles, ám beomlása miatt mindössze 30 cm magas. Elképzelhető, hogy ezek az 1963-ban a közeli barlangokban őslénytani kutatást végző expedíció próbaásásai. 

## Leírása
A várhely területe 25x18 méter. Nyugatról meredek sziklafal határolja. A legkönnyebben dél felől volt megközelíthető, itt egy 3 méter mély mesterséges árok húzódik, ami kelet felé fokozatosan egyre sekélyebb lesz. Az északi oldalon a gerincet elmetszették, így itt 5 méter magas szinte függőleges sziklafal védte a várat.
A várból két 1–1,5 méter hosszú, habarccsal rakott alapfal maradt fenn, ami a helyben bányászott kristályos mészkőből áll. Ezt folyami homokból készült jó minőségi habarccsal kötötték meg. Több helyen kiemelkedő földkupacok vannak, ezek alatt valószínűleg további falmaradványok rejtőznek.

## Külső hivatkozások
- Az upponyi földvár a Történelmi Magyarország várai c. honlapon
- Az upponyi földvár - Uppony.hu
- Dobosy László: Várak, várhelyek és őrhelyek Ózd környékén, Herman Ottó Múzeum, Miskolc, 1975 (pdf)